# Hymenophyllum lobatoalatum
Hymenophyllum lobatoalatum là một loài thực vật có mạch trong họ Hymenophyllaceae. Loài này được Klotzsch miêu tả khoa học đầu tiên năm 1847.